# 范恩峰
84°50′S 116°43′W / 84.833°S 116.717°W
范恩峰（英語：Vann Peak）是南極洲的山峰，位於瑪麗伯德地，屬於霍利克山脈中俄亥俄山脈的一部分，海拔高度2,140米，由美國研究隊測量，現時由南極條約體系管理。